# Афонсу III
Афонсу III Булонский (порт. Afonso III de Bolonha; 5 мая 1210, Коимбра — 16 февраля 1279, Лиссабон или Алкобаса) — пятый король Португалии с 1247 года. Сын Афонсу II и его супруги Урраки Кастильской. Афонсу принял правление у своего брата, короля Саншу II.

## Биография
Поскольку Афонсу был вторым сыном, он не воспитывался как наследник престола, и никто не ожидал его восхождения на трон, который был предназначен Саншу. Жил Афонсу в основном во Франции, где женился на богатой наследнице Матильде в 1238 году, и стал таким образом графом Булонским.
В 1246 году конфликт между церковью и его старшим братом стал невыносим, и папа римский Иннокентий IV приказал сместить Саншу, заменив его графом Булонским. Афонсу не стал противиться велению папы и направился в Португалию. Поскольку Саншу не был популярным монархом, выполнить приказ не составляло большого труда. Саншу был изгнан в Кастилию, и Афонсу III стал королём в 1247 году. Для вступления на престол ему пришлось отречься от титула графа Булонского и развестись с Матильдой.
Решив не повторять ошибок брата, Афонсу уделял пристальное внимание состоянию дел, мнениям и жалобам средних торговцев и мелких землевладельцев. В 1254 году в городе Лейрии Афонсу III собирает первые Кортесы (Cortes), королевскую генеральную ассамблею, куда входят знать, среднее купечество и представители всех муниципалитетов. Он также издаёт свод законов, ограничивающих возможность притеснений высшей знатью менее привилегированного населения. Вошедший в историю как выдающийся администратор, Афонсу III основал несколько городов и даровал хартии городов многим существовавшим поселениям, а также реорганизовал аппарат государственного управления.
Утвердившись на троне, Афонсу III продолжил войну с мусульманскими сообществами, всё ещё буйно разраставшимися на юге. В его правление Алгарве стала частью королевства, вслед за захватом Фару, и Португалия стала, таким образом, первым иберийским королевством, завершившим Реконкисту.
Завершив успешно войну с маврами, Афонсу III должен был ещё разрешить трудную политическую ситуацию на границе с Кастилией. Соседнее королевство рассматривало Алгарве как зону своих интересов, а не часть Португалии. Эта ситуация также привела к серии войн между странами. В конечном итоге в 1267 году в Бадахосе было подписано соглашение о южных границах между Кастилией и Португалией, определяемых рекой Гвадиана.
В борьбе с мусульманами Афонсу III активно сотрудничал с рыцарями Мальтийского ордена. В частности, в 1271 году передал им в управление важную крепость Марван.

## Правление
Чтобы войти на трон Афонсу пришлось отречься от Матильды и жениться на Беатрисе Кастильской. Решив не совершать тех же ошибок, что и его брат Саншу, он уделял особое внимание купцам и мелким землевладельцам,  прислушиваясь к их проблемам. Также  Афонсу III был известен, как отец «португальского государства», распределяющего высших чинов в различных деревнях и землях. Цель состояла в том, чтобы установить правовую власть с которой все жители португальского королевства поддерживали равные отношения.  
Продвижение на юг за счёт мавров закончилось в 1249 году окончательным завоеванием Алгарви.  
В 1254 году в городе Лейрия он организовал первое общее собрание королевства с представителями всех слоёв общества. Афонсу подготовил закон, который ограничивал возможность высших классов совершать оскорбления в отношении привилегированного населения и предоставлял Церкви многочисленные привилегии.  
В 1255 году он перенёс столицу королевства Португалия из Коимбры в Лиссабон.   
Именно с этим королём Португалия достигла полной независимости.   

## Браки и потомки Афонсу III
- Первая супруга, Матильда, графиня Булонская
  - Роберто (1239)

- Вторая супруга, принцесса Беатрис Кастильская (1242—1303)
  - Бранка[порт.] (1259—1321), аббатиса конвента Уэлгаш (Huelgas)
  - Фернанду (1260—1262)
  - Диниш I (1261—1325), король Португалии
  - Афонсу[порт.] (1263—1312), женился на принцессе Виоланте Кастильской
  - Мария (1264—1284), монахиня в Конвенте Св. Иоанна в Коимбре.
  - Санша (1264—1279)
  - Констанса (1266—1271)
  - Висенте (1268—1271)
- Побочные дети:
  - Мартин Афонсу «Шишорру» (1250—1313), сеньор Сантарен и Санту-Эштеван
  - Уррака Афонсу, монахиня
  - Афонсу Диниш (1260—1310)
  - Фернанду Афонсу
  - Жил Афонсу (1250—1346)
  - Родригу Афонсу
  - Леонор Афонсу, сеньора Педроган
  - Леонор Афонсу, монахиня
  - Уррака Афонсу
  - Энрике Афонсу